# Kopfschwartenelektrode
Eine Kopfschwartenelektrode (Abgekürzt KSE) bezeichnet in der Geburtshilfe eine Elektrode, die an der Kopfschwarte des Feten befestigt wird, um damit die Herztöne des Feten im Rahmen einer Kardiotokographie zu überwachen. Im Gegensatz zur herkömmlichen Methode, welche die Herztöne mittels Pulsed-wave doppler ermittelt, wird bei der Kopfschwartenelektrode das kindliche EKG abgeleitet. Voraussetzung für die Ableitung mittels Kopfschwartenelektrode ist ein vorausgegangener Blasensprung. Die KSE bleibt jedoch Ausnahmefällen vorbehalten (z. B. schwer zu beurteilende fetale Herzfrequenzen). Eine weitere, bisher jedoch selten in der klinischen Routine verwendete, Möglichkeit über eine Kopfschwartenelektrode ist die ST-Strecken-Analyse (STAN), welche neben der fetalen Herzfrequenz noch EKG-Veränderungen anzeigt, die hinweisend auf eine fetale Sauerstoffunterversorgung sein können.